# Salustiano Sanchez
Salustiano Sanchez (El Tejado, 8 de junho de 1901 – Grand Island, Nova York, 13 de setembro de 2013) foi um supercentenário espanhol que deteve o título de homem vivo mais velho do mundo tendo 112 anos quando morreu. Sucedeu o japonês Jiroemon Kimura que faleceu em 12 de junho de 2013 e sustentou o posto até sua morte em 13 de setembro 2013. Sanchez nasceu na Espanha, e mais tarde emigrou para Cuba, onde ele residiu alguns anos antes de imigrar para os Estados Unidos, onde viveu até sua morte.